# Diastrophus nebulosus
Espèce
Synonymes
- Cynips nebulosus Osten-Sacken
- Diastrophus nebulosis (Osten Sacken)

Diastrophus nebulosus est une espèce d'insectes hymenoptères de la famille des Cynipidés et du genre Diastrophus. Elle est galligène et sa plante hôte de prédilection est Rubus flagellaris. Elle est présente sur la côte Est de l'Amérique du Nord. Cette espèce est proche du point de vue de son comportement et de sa morphologie de Diastrophus bassetti.

## Description
Les galles de Diastrophus nebulosus formées sur les tiges de Rubus flagellaris, sont morphologiquement variables, grossièrement rondes à allongées, parfois avec de profonds sillons longitudinaux qui divisent la galle plus ou moins complètement en quatre ou cinq parties. Elles sont souvent ornées de poils raides typiques. Elles mesurent de 25 à 75 mm de long pour un diamètre de 20 à 40 mm et contiennent en moyenne 50 cellules individuelles, ce nombre pouvant atteindre 150. Les galles naissantes sont vert foncé teintées de rouge, devenant brun foncé à l'automne, s'harmonisant ainsi avec la plante hôte. Leur croissance peut être modifiée soit par un développement de la plante affaibli par un sol pauvre et sableux, la galle sera alors lisse ; soit par une prédation de parasitoïde, auquel cas son développement n'est pas uniforme et la galle présente des irrégularités morphologiques. Les galles de D. nebulosus se confondent facilement avec celles de l'espèce proche Diastrophus bassetti. Ces dernières se forment généralement à la base de la tige de Rubus flagellaris, alors que celles de D. nebulosus sont formées sur ses hauteurs,.
Les œufs sont blanc ivoire, mesurent 0,4 mm de long et sont munis d'un long fil de soie.
Les larves vermiformes sont composés de 13 segments blanc et jaune crème et munies d'une tête noire. À leur stade final, elles mesurent de  2 à 2,9 mm. Les différents stades larvaires ne présentent pas de changements morphologiques autres que la taille. 
Les nymphes mesurent de 2 à 3,2 mm de long. Nouvellement formées, elles sont blanc crème, s'assombrissant progressivement jusqu'au brun foncé.
Les femelles imagos mesurent de 2 à 3 mm de long ; les mâles, quant à eux de 1,5 à 2 mm. Les femelles ont une tête noire, parfois tachée de rouge, la face sculptée de fines rayures portant des antennes rougeâtres. Le mésothorax est noir tandis que l'abdomen est roux dans son ensemble et noir en bout, La totalité du corps de l'insecte est lisse et brillant, les pattes sont jaunes, les ailes translucides. Les mâles sont sensiblement identiques aux femelles avec néanmoins une couleur noire plus soutenue. 

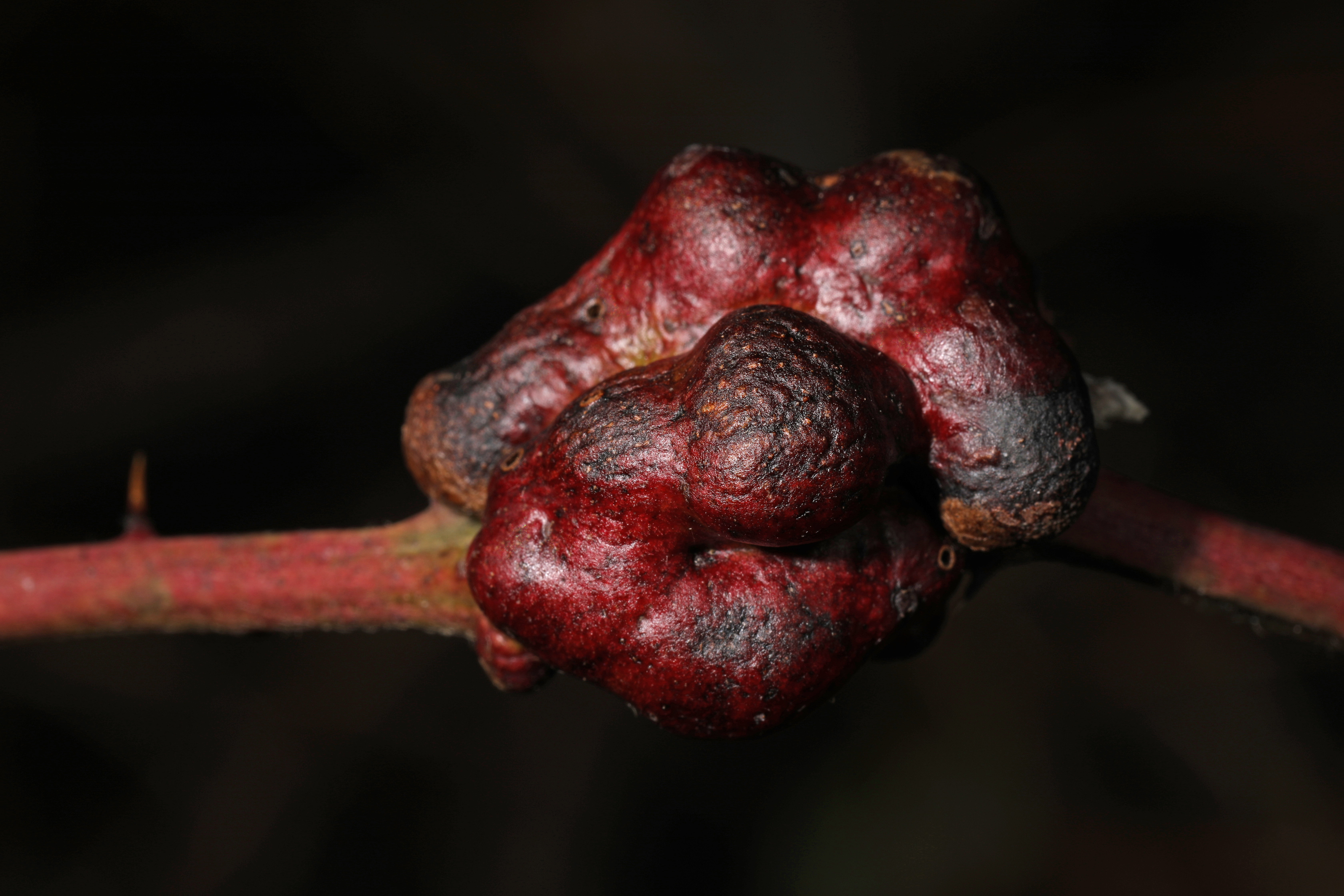
Galle fraîche (État de Virginie)
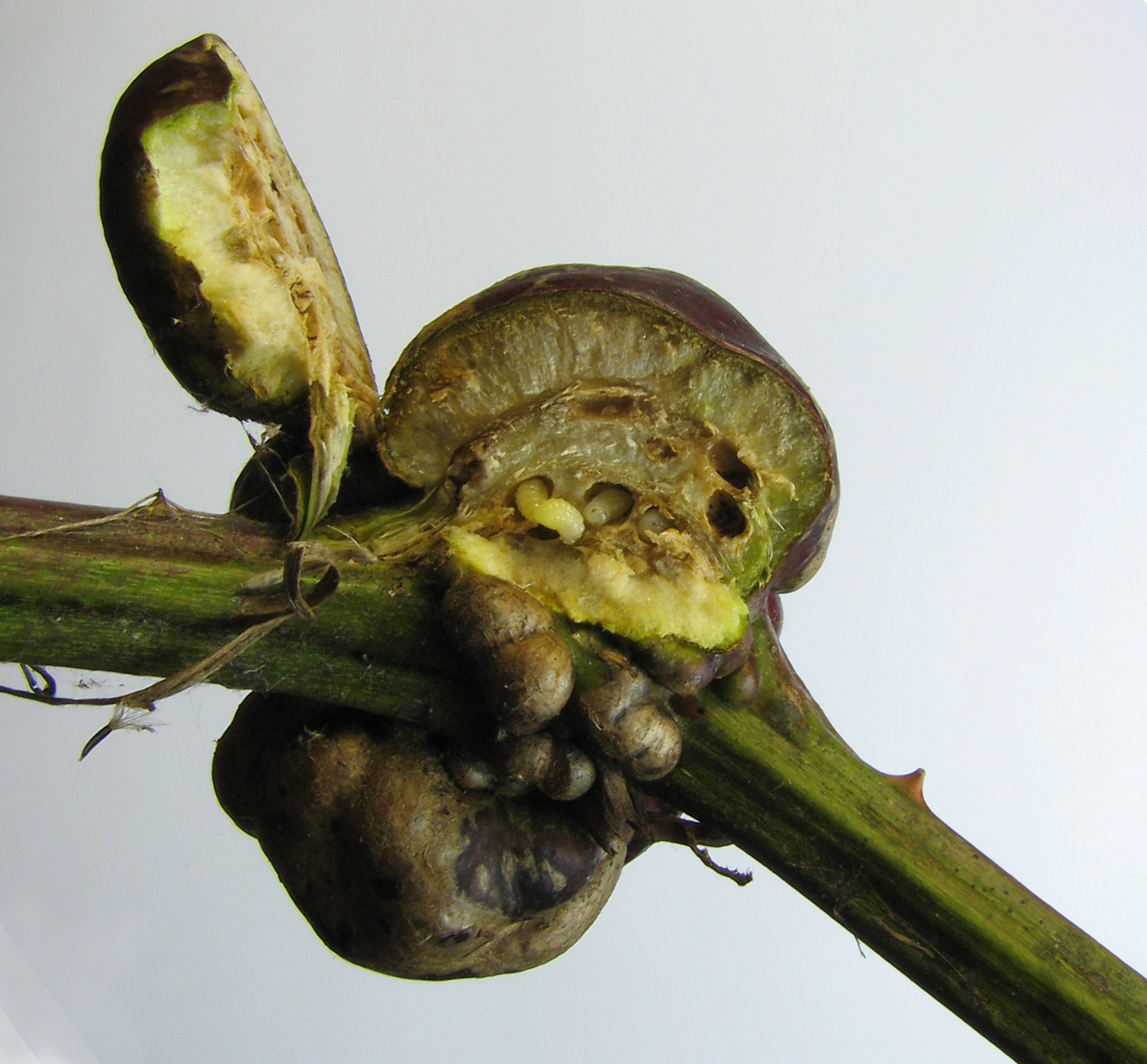
Galle ouverte sur une tige de ronce (État de Pennsylvanie)
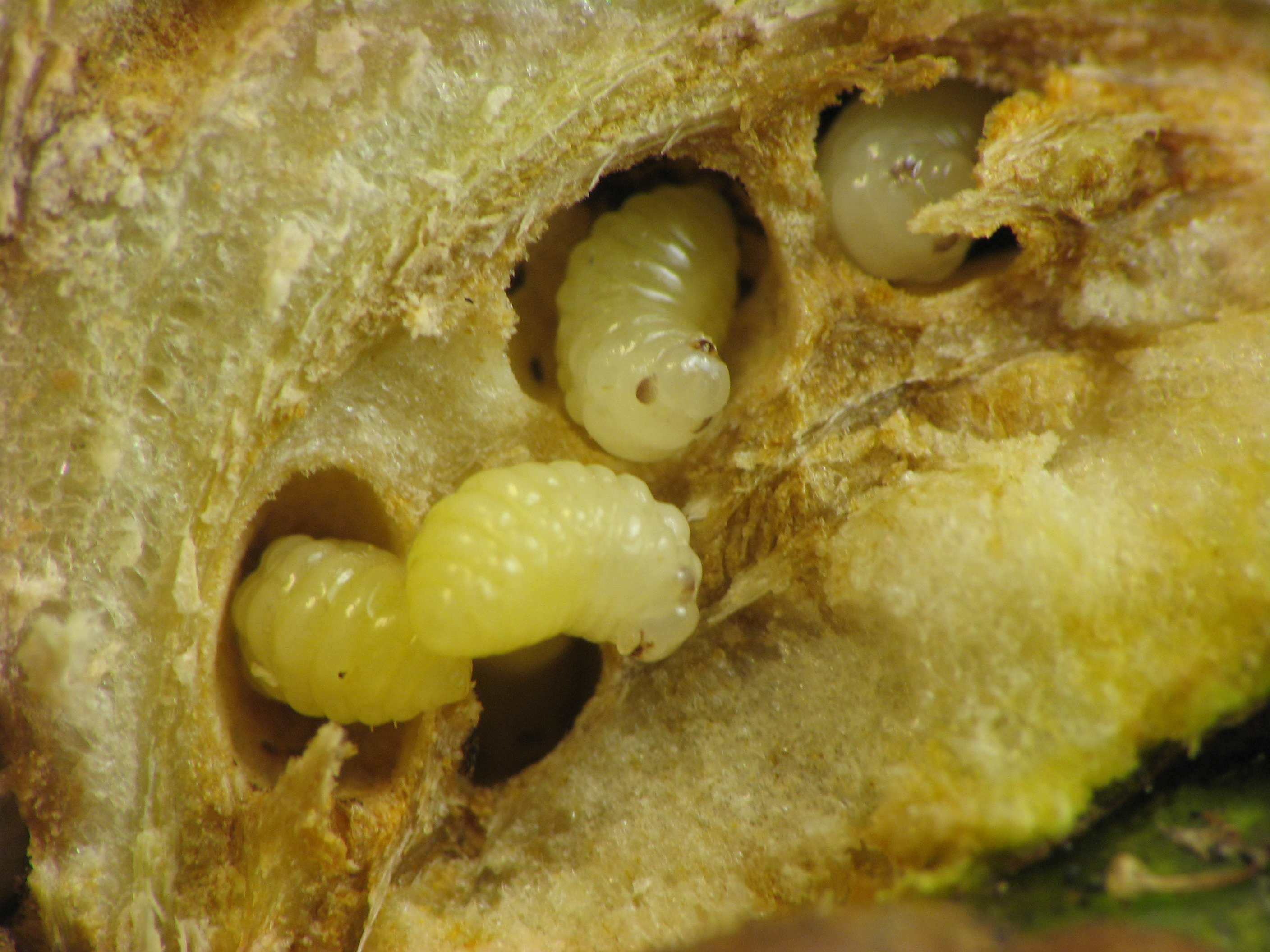
Larves de Diastrophus nebulosus dans leur loge individuelle (État de Pennsylvanie).
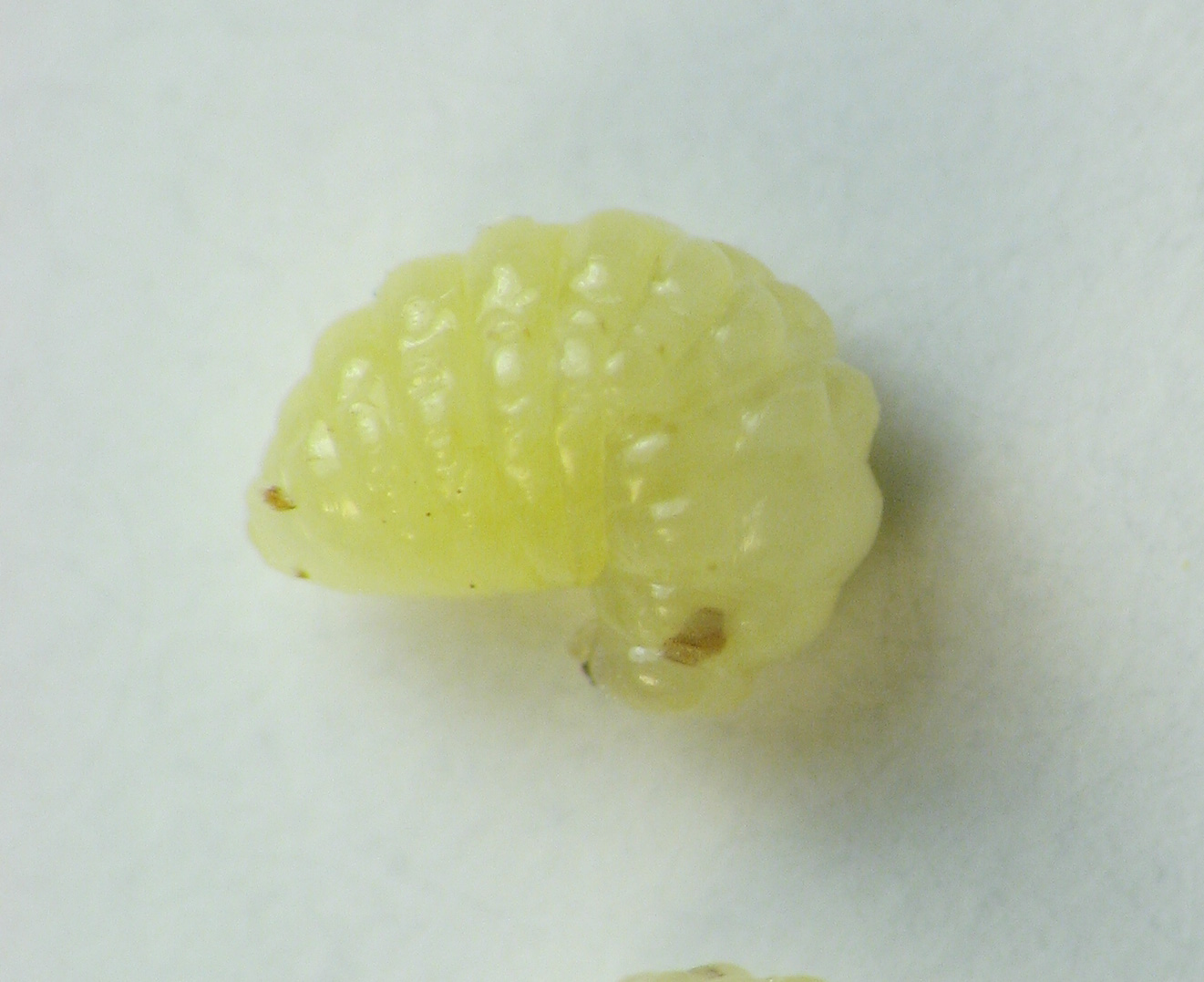
Larve de Diastrophus nebulosus (État de Pennsylvanie)
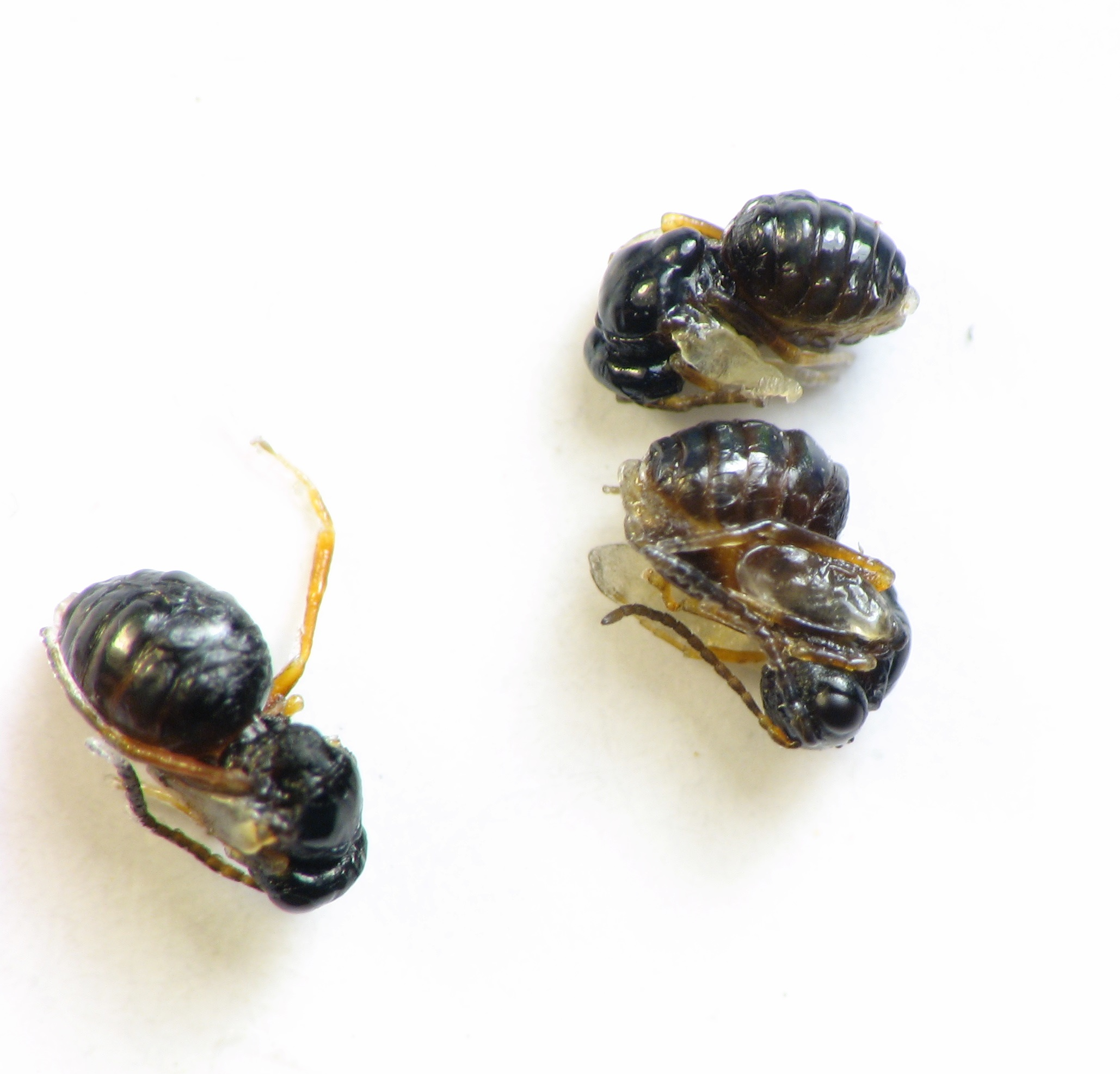
Nymphes en fin de développement (État de Pennsylvanie)
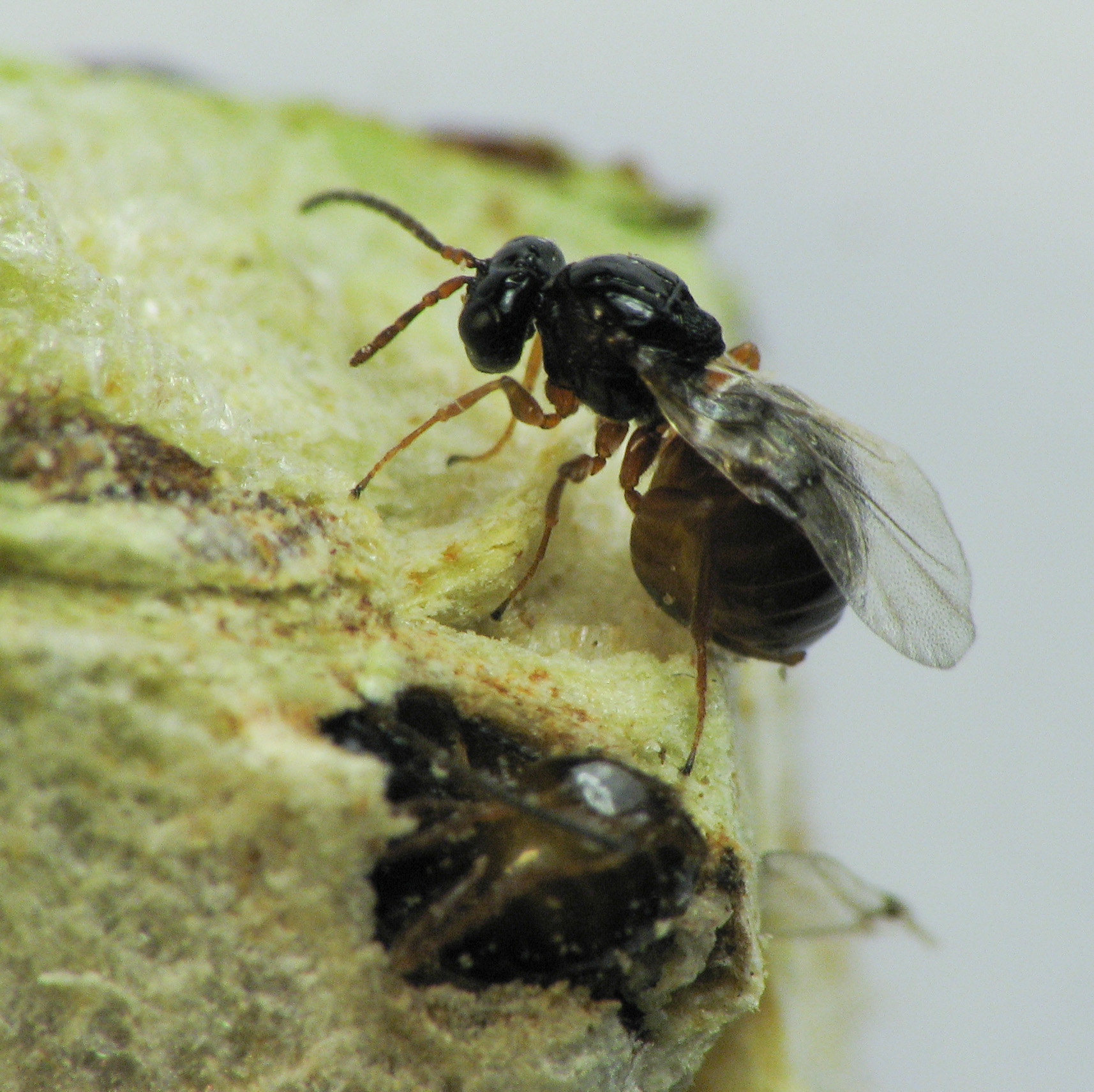
Émergence d'imago de Diastrophus nebulosus (État de Pennsylvanie).

## Phénologie
Hivernant au sein de leur galle, sous forme de larve, le printemps annonce la nymphose de Diastrophus nebulosus qui se déroule durant 12 à 17 jours. Les mâles émergent vers la fin du printemps, les femelles de 5 et 20 jours plus tard. Les mâles étant à l'affût, l'accouplement se déroule immédiatement après leur naissance, les femelles gravides portant une charge d'environ 150 œufs. L'oviposition s'effectue au sein des jeunes tiges ou des pousses latérales de Rubus flagellaris, avec plusieurs bourgeons à feuilles en développement, mais jamais au sein des bourgeons feuilles. Deux à dix minutes sont nécessaires pour chaque implantation, la femelle déplaçant son ovipositeur de 1 mm pour chaque œuf, formant ainsi de courtes rangées verticales et symétriques. Des galles secondaires, plus petites, se forment parfois, distantes de 10 cm environ par rapport à la première. 
Après la ponte, les femelles particulièrement affaiblies meurent. Il n'a pas observé d'imago en train de butiner du nectar in situ, mais de l'eau a été facilement absorbée en laboratoire. Les adultes D. nebulosus sont très dociles et lorsqu'ils sont dérangés, jouent avec leurs antennes, se replient, tombent à terre où ils restent immobiles pendant 2 à 3 secondes, cette caractéristique étant commune à de nombreux cynipidés. Ces guêpes volent mal, voire pas du tout, et se déplacent habituellement en marchant sur les plantes ou en faisant de courts sauts erratiques. Il ne semble pas y avoir d'activité nocturne.
Une fois pondus dans la tige de la ronce, les œufs éclosent en 4 à 6 jours. Grâce à leurs sécrétions, les larves produisent des hormones transformant la morphologie de la plante contre son grè afin de s'aménager des loges individuelles et de provoquer la production de cellules nourricières. Ce développement larvaire dure plusieurs semaines. À l'automne, avec l'apparition des températures froides, la cessation de l'activité métabolique de la plante et de l'alimentation des larves de cynipidés au sein de la galle, a pour résultat la formation de tissus vasculaires ressemblant à du liège tandis que les couches externes deviennent dures et ligneuses. Diastrophus nebulosus est univoltine.

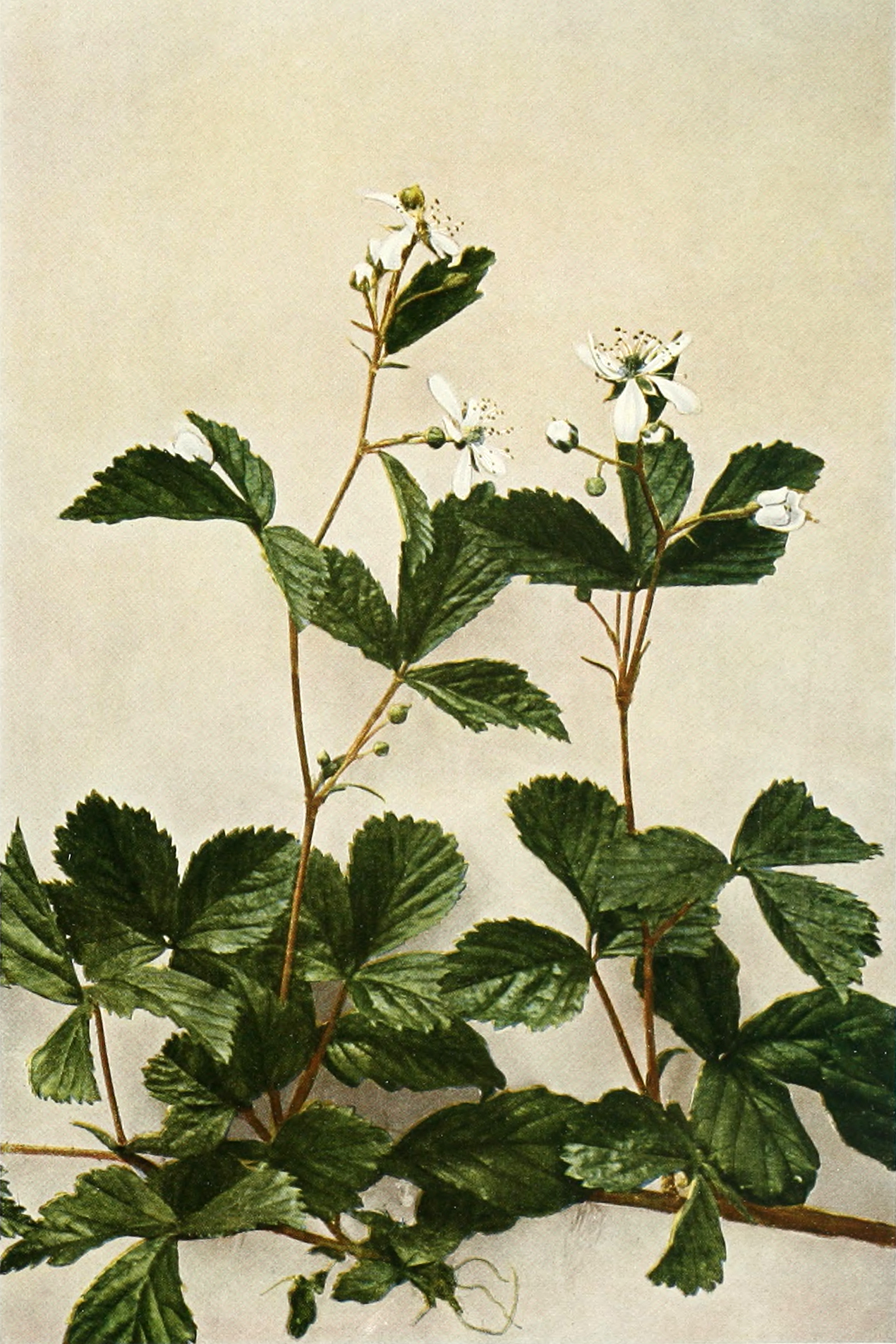
Rubus flagellaris
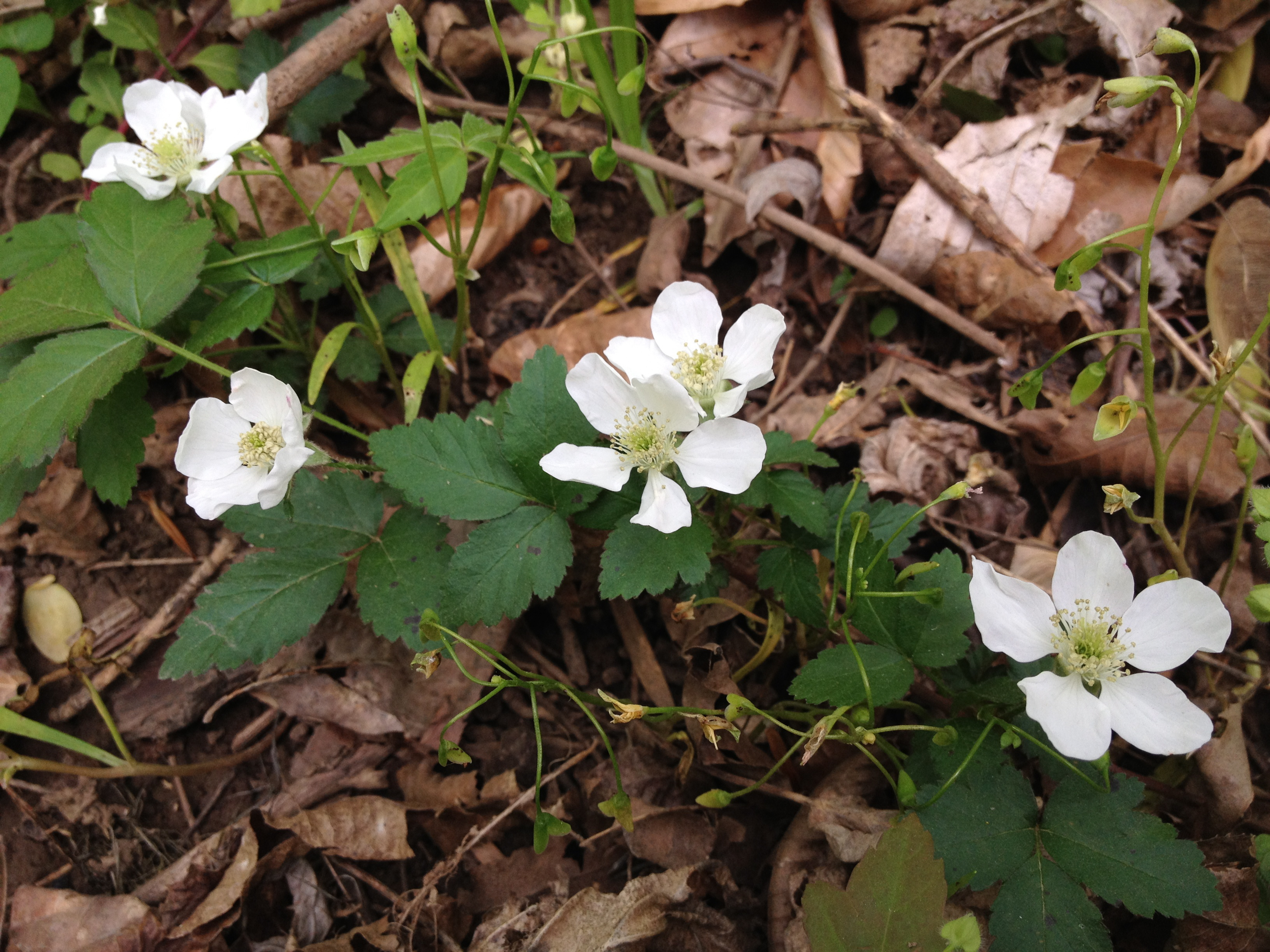
Rubus flagellaris en floraison (Washington (district de Columbia))
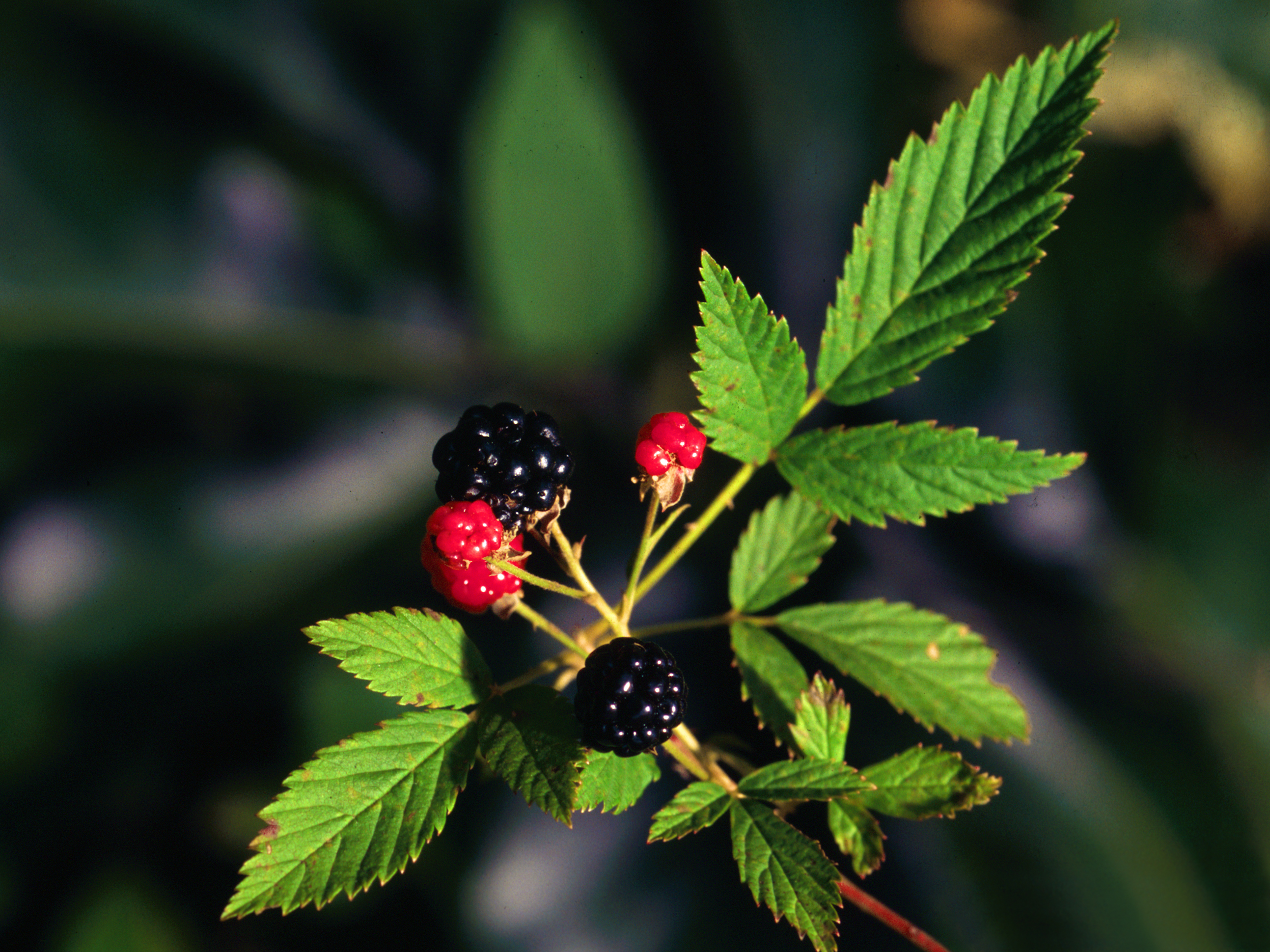
Rubus flagellaris en fructification

## Parasitoïdes
Diastrophus nebulosus est régulièrement parasité par des guêpes ectoparasitoïdes entomophages à l'intérieur même de sa galle, ce qui semble réduire de façon importante ses effectifs. Il s'agit principalement de chalcidoidés : Eurytoma diastrophi, E. rubrigalla (Eurytomidae), Ormyrus labotus (Ormyridae), Torymus flavicoxa (Torymidae) et Habrocytus sp. (Pteromalidae). Jusqu'à trois œufs de prédateurs d'espèces différentes ont souvent été retrouvés dans les cellules individuelles. 
Sans être un parasite et en étant simplement inquilin, le  Cynipidé phytophage Synophromorpha sylvestris se développe au sein des cellules individuelles. Il semble que ce soit une relation obligatoire et largement limitée aux galles de D. nebulosus.

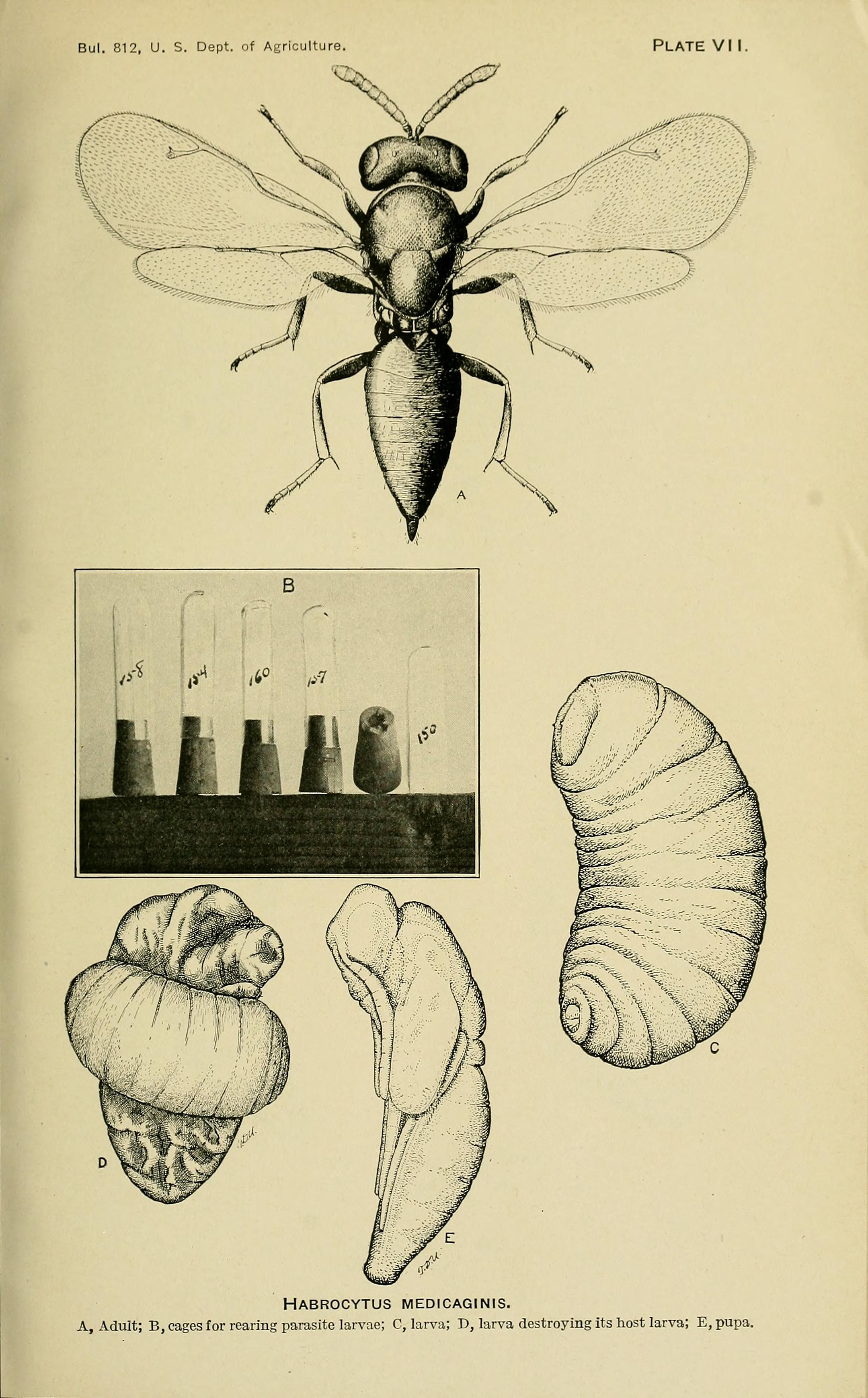
Habrocytus medicaginis. A, Imago; B, Cages d'élevage de larves de parasites; C, larve; D, larve détruisant son hôte à l'état larvaire; E, nymphe.

## Répartition
Rubus flagellaris est une espèce Est et Centre néarctique, inféodée aux forêts caducifoliées et plus particulièrement aux chênaies. Diastrophus nebulosus n'a pas été répertoriée sur l'ensemble de l'aire de répartition de sa plante hôte. Elle est cependant très commune et largement répandue. Elle est présente au Canada (Ontario), et aux États-Unis (Nouvelle-Angleterre, Maryland, Delaware, Virginie, Caroline du Nord, au sud de la Floride, Ohio, Illinois, Indiana, Missouri, Iowa, Wisconsin, Michigan, Oklahoma et Colorado),.